# Mario Simón Arias-Camisón
Mario Simón Arias-Camisón   (Santa Cruz de Paniagua, 31 de desembre de 1907 - 2009) va ser un poeta espanyol, destacat per ser un dels millors conreadors del lèxic extremeny de l'actualitat.

## Vida
Va néixer el 31 de desembre de 1907 en el poble de Santa Cruz de Paniagua (Càceres), retir espiritual del gran asceta Sant Pere d'Alcàntara. Després dels estudis primaris en la seva localitat natal, el poeta va estudiar magisteri. Va exercir com a mestre nacional a Hervás, Albires, Ajuntament d'Izagre (Lleó) i Santa Crez de Paniagua. Es va casar i va tenir tres fills: José-Antonio, Felipe i Gonzalo. Actualment és un dels veïns més ancians de la localitat on resideix.

## Obra
Podem diferenciar dues èpoques en la seva vida literària: una etapa intel·lectual i altra de retir personal al seu poble natal que podem denominar com etapa suficient o veritable.

### Etapa Intel·lectual (Fins a1970)
Abasta fins que deixa la seva professió de mestre. En aquest període, el poeta es documenta i rep influència del segle d'Or espanyol. Mentre es troba fora de Santa Cruz per treball, mostra la seva preocupació per elogiar la seva terra natal i desitja plasmar en la seva obra l'amor cap a les persones que allí viuen, especialment a les dones extremenyes. D'aquesta manera, els seus primers poemes són lloes per les dones del nord d'Extremadura que passen el dia en la monotonia del treball en el camp i en la casa. Per a deixar clares les seves arrels, Mario Simón escriu la majoria de les seves composicions en extremeny, parla típic del nord de Càceres; seguint l'exemple dels escriptors extremenys Gabriel y Galán.

| « | "Dati priesa mujel, qu'es ya mu tardi y prestu va a sel hora, que siempri andamus tan tardíus comu las cabras cojas." | » |

El fragment anterior pertany al seu poema Loa a la Romería (o Loa a Dios Padre, hi ha discrepàncies quant al títol oficial), escrita en 1952, consagrant-li com un dels màxims exponents de la poesia extremenya i, en particular, de l'escrita en parla extremenya. Aquest poema va ser publicat en una revista local que va organitzar en el seu poble natal per a commemorar el Romiatge de Déu Pare de 21 d'abril de 1952. La revista va ser publicada per la Impremta "La Victoria" de Plasència (Càceres).
A part de l'amorós, a l'autor ho embriaga un sentiment d'incertesa religiosa, augmentant la seva fe catòlica durant els anys, que queda reflectit en la seva poesia. Podem observar la lleu presència catòlica dels primers poemes de Mario Simón en el mateix poema: 
| « | "Abri el arca te digu y no te jagas más la remolona, qu´es la Romería, Dios Padri Benditu, día de los grandris y fiesta mu gorda, y yo mayordomu y tú mayordoma, a la Ermita tenemus que dil lo mismitu qu´el día de la boa." | » |

Aquesta època destaca per l'estudi que realitza de la modalitat dialectal extremenya. Alguns dels seus estudis són publicats en el periòdic regional Hoy.

### Etapa Veritable (A partir de1970)
L'autor es retira al seu poble natal. Publica diversos estudis històrics i alguns mites, llegendes i tradicions de la seva comarca en el periòdic HOY. És guardonat en nombrosos concursos literaris pels seus treballs per la literatura extremenya. Al costat de la seva família, Mario Simón torna a escriure en els anys 80. Ara, la seva poesia es fa més expressiva. Mostra l'amor per la seva família i Déu Pare. Aquest sentiment es reflecteix metafòricament en els monuments de Santa Cruz de Paniagua i la comarca. Es preocupa més per la qualitat de les seves obres, encara que no abandona la seva forma mètrica: rima assonant en versos parells, quedant lliures els imparells. Abandona l'ús del castúo i se centra més a aconseguir una fonologia perfecta, una poesia molt treballada, que arriba a fer realitat, sobretot, gràcies a la continuïtat de versos octosíl·labs.
El 28 de maig de 1980, l'autor publica "Santa Cruz de Paniagua. La batifora y la Camerá" al diari HOY, fent-se conegut arreu de la regió. L'obra de Mario Simón augmenta quan inclou altres estils, com la Triaria. Cap destacar la "Triaria del Humilladero", poema de summa importància entre les seves composicions, ja que, per primera vegada, abandona els seus sentiments jovials i d'alegria i ens mostra la tristesa per la pèrdua de la il·lusió en la vida, del temps... Això es veurà superat gràcies a la seva fe en Déu Pare. Podem fer una crítica objectiva als següents fragments d'aquest triaria pel Humilladero, monument de Santa Cruz, més comunament conegut per "Ermita del Cristo" o simplement "El Cristo". En ell hi trobem la presència de la mort i del pas del temps: un clar exemple del tòpic de "Tempus Fugit" (el temps vola) i de la fugacitat de la vida. Relacionat amb el "Tempus Fugit", vam trobar el tòpic "Cotidie Morimum" ("la vida és un continu morir", "la fi de la vida és la mort"); i el camí cap a la fi d'aquesta vida ho trobem en "el camí a Oliva" (poble de Càceres proper a la localitat natal de l'autor). La vida com camí és el "Vita flumen". Com podem observar, aquest poema és totalment contrari a l'anteriorment citat en el qual es podria arribar a parlar del tòpic Religio Amoris o Locus Amoenus; el que ens pot fer pensar que aquesta tristesa també és nostàlgia del passat, "Aurea Aetas", o fins i tot "Et in Arcadia ego". Apareixen nombroses personificacions com "les mans de l'oblit" o "pedres beneïdes que avui ens besen". No falten les al·lusions a la religió (Viacrucis, ermita, beneïdes...). També es troben preguntes retòriques i nombrosos substantius d'idealitzacions del cos, amb el que l'autor busca arribar a Déu.
| « | "Caminito de Aceituna hay una ermita en mi pueblo muerta a manos del olvido en el Viacrucis del tiempo. (...) ¡Piedras benditas que hoy besan sólo las aves y el viento! ¡Cuando paso a vuestro lado os miro y no lo comprendo! ¿Es verdad que fueron hombres, hombres de carne y hueso, con alma, con corazón, con ojos y con cerebro? (...) Yo no sé si vivirás, pero si sé que estás muerto, que sepultado te miro bajo la laude del tiempo." | » |

Però l'obra mestra de Mario Simón és, sense cap dubte, el llibre que escriu (per primera vegada inclou prosa i vers) pel seu poble natal. Gens més llegir el títol podem conèixer molt de l'autor: "Historia Lírica y Amorosa de Santa Cruz de Paniagua y de su culto y santuarios a Dios Padre por su hijo y devoto Mario Simón Arias-Camisón".
En aquest llibre, de 257 pàgines i publicat el 25 de juliol de 1990 per "Gráficas Sandoval" en Plasencia, l'autor fa un estudi exhaustiu de la història de la seva regió, especialment de Santa Creu de Paniagua: des dels primers coloniadores fins a finals del segle xx. Apareix la descripció com a element fort de l'obra: és, pràcticament, una guia de viatge que conté cites de desenes d'escrits antics i fins i tot il·lustracions amb mapes de la zona per a arribar a llocs recòndits. No hi ha una pàgina en la qual l'autor no nom a Déu Pare, considerat creador del nomenat en el llibre. És un veritable llibre d'història en vers i prosa amb Déu com testimoni; tot això intercalat entre rimes (les rimes escrites durant aquests anys sense publicacions de poesia) com les que apareixen en la dedicatòria a la seva dona i fills:
| « | "Te di mis Amores y por Don Divino, tú los convertiste en Flor de Tres Hijos: Tres Lirios Morados como el propio Cristo. Sólo otro Milagro a Dios Padre pido ¡Que a mi muerte los cuatro estéis conmigo!" | » |

Dissortadament, la seva muller va morir després d'editar "Sonetos de Amor" el 2002 (primera i única obra en el segle XXI), dedicat a ella. Els "Lirios Morados" són una esmena a una llegenda escrita per ell sobre unes flors que hi ha a una Ermita del seu poble (lrelatada en el llibre històric). La llegenda diu que "durant la crucifixión de Crist, la sang que va vessar va caure sobre uns lliris vermells i d'altres blancs; després dels anys, un paisà de Santa Cruz troba aquests lliris a Terra Santa i els duu a Santa Cruz, on són custodiats segles després per Sant Pere d'Alcántara".